# Émile Denecker
Émile Denecker (ur. 28 marca 1992) – francuski lekkoatleta specjalizujący się w skoku o tyczce.
W 2011 został wicemistrzem Europy juniorów.
Rekordy życiowe: stadion – 5,63 (17 lipca 2011, Dreux), rekord Francji juniorów; hala – 5,62 (26 stycznia 2013, Rouen).

## Osiągnięcia
| Rok  | Impreza                     | Miejsce  | Pozycja    | Wynik |
| ---- | --------------------------- | -------- | ---------- | ----- |
| 2011 | Mistrzostwa Europy juniorów | Tallinn  | 1. miejsce | 5,50  |
| 2013 | Halowe mistrzostwa Europy   | Göteborg | el. –      | NH    |